# Montoro Superiore
Montoro Superiore là một đô thị (comune) thuộc tỉnh Avenllino trong vùng Campania của Ý. Montoro Superiore có diện tích 20 km2, dân số là 8758 người (thời điểm ngày 1 tháng 5 năm 2009).